# Herb Pakości
Herb Pakości – jeden z symboli miasta Pakość i gminy Pakość w postaci herbu.

## Wygląd i symbolika
Herb Pakości przedstawia na błękitnej tarczy herbowej wizerunek (postać) świętego Jakuba, w srebrnej szacie, boso, w czarnym kłobuku ze srebrną zdobiną, głowę którego zdobi złoty nimb. Apostoł stoi na szarym podłożu. Święty w prawej ręce trzyma przy piersi czarną księgę, w lewej - złotą laskę pielgrzyma, opartą o podłoże, zwieńczona głowicą w kształcie niewielkiej złotej kuli. Długość laski przewyższa nieznacznie wzrost postaci. Z prawej strony świętego, na podłożu, stoi złoty krzyż łaciński, wysoki do kolan sylwetki.
Postać Jakuba Apostoła otoczona jest pięcioma złotymi, sześcioramiennymi gwiazdami: dwoma (w słup) nad krzyżem oraz trzema (w słup) po lewej stronie świętego. Tarczę (z wyjątkiem dolnej części herbu - podłoża) otacza srebrna bordiura. Zwieńczeniem herbu jest corona muralis, przedstawiająca ceglany, blankowany, brązowy mur miejski z zamkniętą bramą, a na nim takież trzy wieżyczki. Każda baszta posiada po dwa okna łukowe w układzie jedno obok drugiego.

## Historia
Godło herbowe znane jest od XVI wieku, nawiązuje do patrona miejscowej parafii. Poprzedni wzór herbu przedstawiał samą postać świętego, bez murów, krzyża i gwiazd.

Za czasów Królestwa Polskiego herb Pakości wyglądał zupełnie inaczej. Jego forma była ściśle związana z aktem wyniesienia, przez Kazimierza Wielkiego, miejscowości do rangi miasta. 

Herb miasta wyobraża w czerwonem polu orła białego z ukoronowaną literą K. na piersi; u spodu tarczy wije się wstęga, której kończyny noszą datę (1359), udzielonego miastu przez króla Kazimierza przywileju lokacyjnego.